# Виртуальная комната данных
Виртуальная комната данных (Virtual Data room, DataRoom) — продукт объединения элементов системы управления веб-контентом и системы управления документами. Представляет собой хранилище (архив) определённых конфиденциальных корпоративных документов в электронной форме и с чёткой структурой.
Обычно существует в виде — интернет-сайта. Отличительная особенность ВКД (неустоявшаяся аббревиатура) — принцип несгораемого сейфа: повышенный уровень защиты доступа-передачи данных внешним пользователям и их физической сохранности.
ВКД используется в качестве инструмента:
- due diligence корпоративных сделок (слияния и поглощения, банкротство и распад, синдикация кредита, продажа недвижимости и др.);
- аудита и комплаенса (комплаенс-контроль);
- конфиденциальных бизнес-коммуникаций, когда необходимо предоставить доступ к единому источнику информации нескольким пользователям из любой географической точки.

Доступ к просмотру (скачиванию) документов может произойти только после соответствующей авторизации (часто двухфакторной)со стороны ВКД.
Виртуальные комнаты данных выпускаются и обслуживаются специализированными провайдерами ВКД.
Как правило организациям предоставляющим доступ к комнатам данных необходимо наличие международной сертификации по хранению и обработке конфиденциальных данных ISO 27000 (ISO27001). В российском законодательстве регулирование еще более жесткое.